# Yingzao Fashi
Le Yingzao Fashi (chinois traditionnel : 營造法式 ; chinois simplifié : 营造法式 ; pinyin : yíngzào fǎshì ; litt. « règles de construction »; Traité de méthodes architecturales ou État des standards de construction) est un traité technique d'architecture et d'artisanat écrit par l'auteur chinois Li Jie (李誡; 1065–1110), membre du Conseil des constructions durant le milieu de la dynastie Song du Nord en Chine. Architecte prometteur, il révise plusieurs anciens traités d'architecture entre 1097 et 1100. En 1100, il termine son propre travail architectural qu'il présente à l'empereur Song Zhezong,. Le successeur de l'empereur, Song Huizong, fait publier le livre en 1103 afin de fournir un ensemble unifié de standards architecturaux pour les constructeurs, les architectes et les artisans, mais aussi pour les agences de génie civil du gouvernement central,,.
Ce livre devenant un succès, Li Jie est promu par Huizong Directeur des constructions du palais. Après cela, Li devient connu pour sa vision dans la construction des bureaux administratifs, des appartements des palais, des portes, mais également de temples bouddhiques. En 1145, une seconde édition du livre de Li est publiée par Wang Huan. Entre 1222 et 1233, une troisième édition imprimée est diffusée. Cette édition publiée à Pingjiang (actuelle Suzhou) est par la suite recopiée à la main dans l'Encyclopédie de Yongle et le Siku Quanshu, en plus d'un grand nombre de copies pour les librairies privées. Une de ces éditions manuscrite est découverte en 1919, dont un facsimilé est imprimé en 1920.

## Galerie

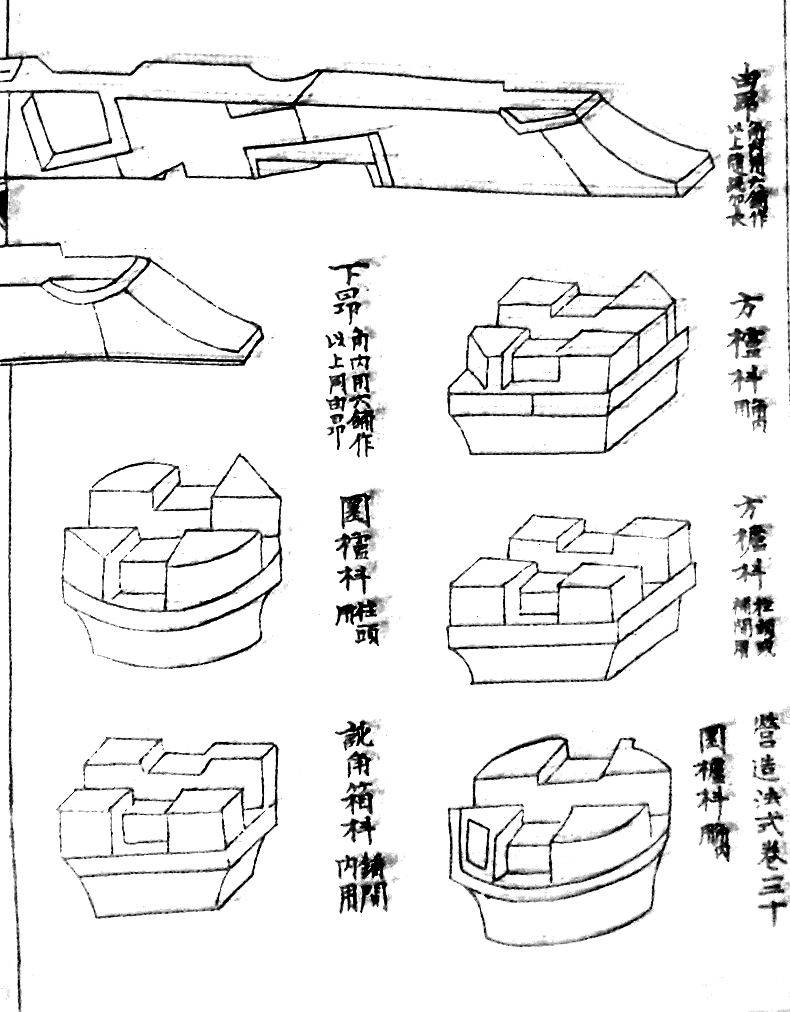
représentation d'éléments dougong en perspective cavalière
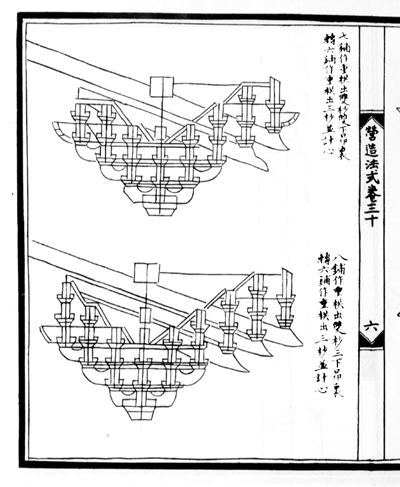
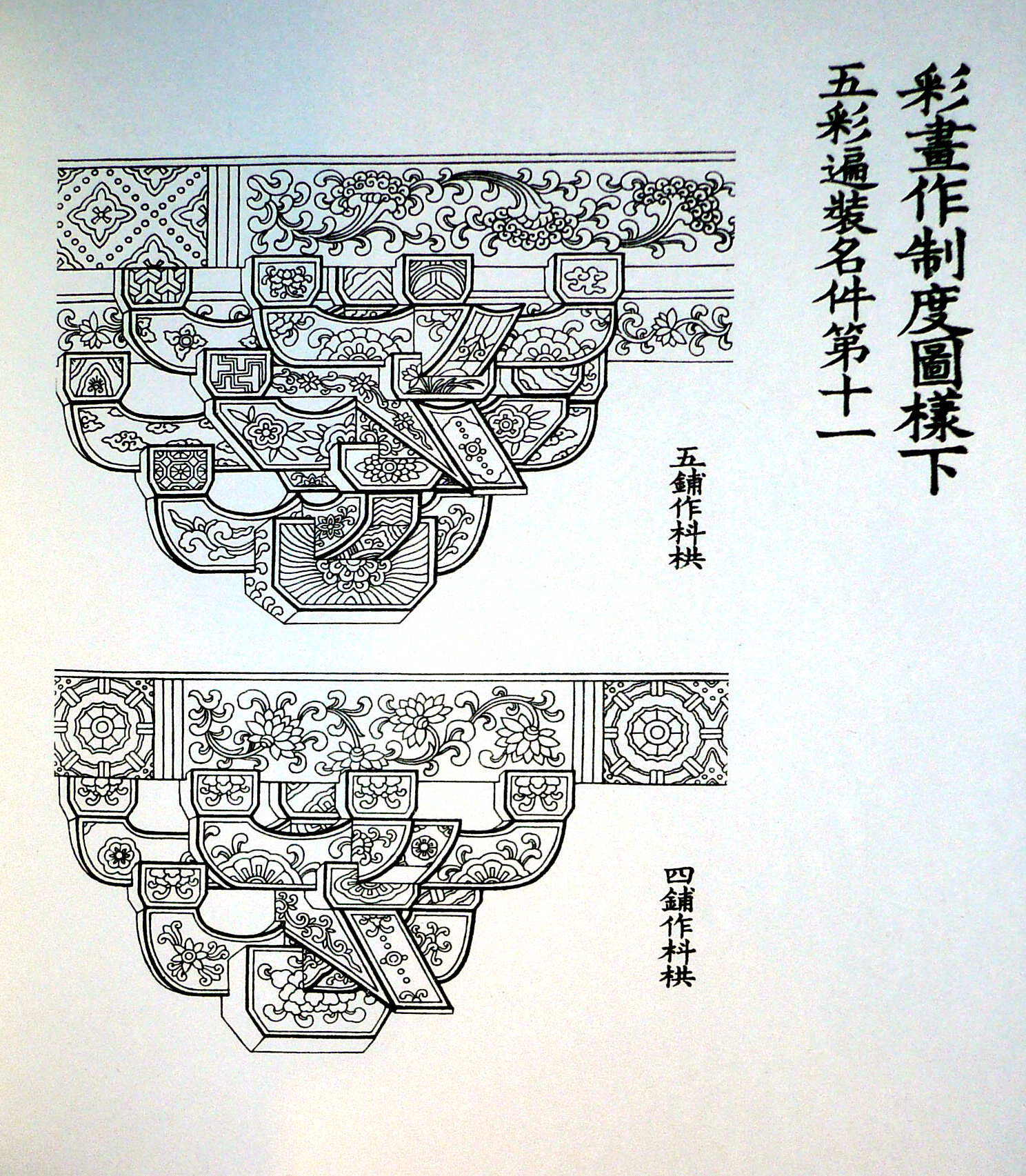
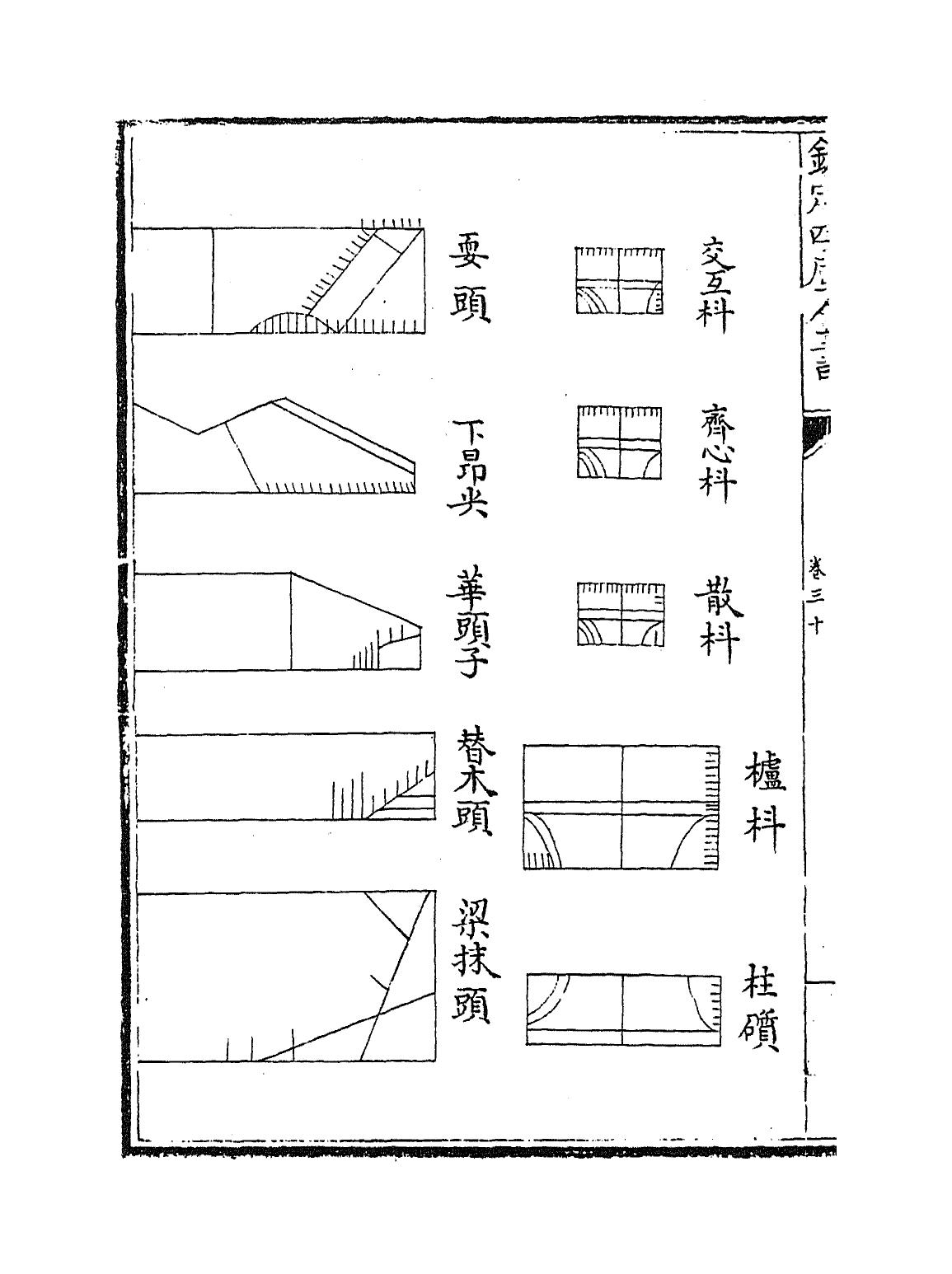
représentations de sections de bois et de leur mesures
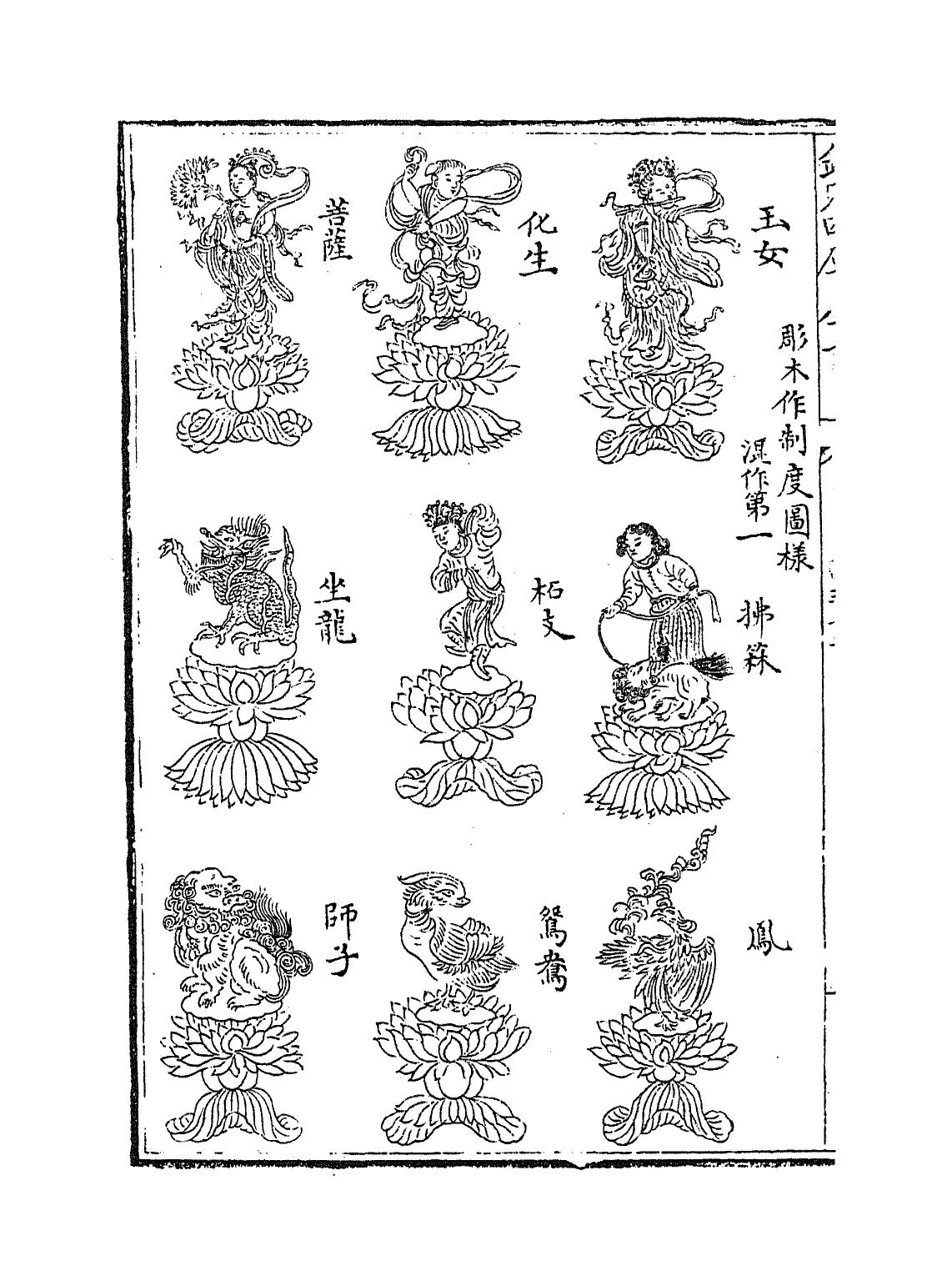
motifs de personnages de la mythologie chinoise